# Мені потрібні крила
Мені потрібні крила (англ. I Wanted Wings) — американський кінофільм 1941 року режисера Мітчелла Лейзена. У головних ролях — Рей Мілланд, Вільям Голден, Вейн Морріс.

## Сюжет
Вісімнадцять бомбардувальників прямують до Лос-Анджелесу для участі в імітації повітряного нальоту. Відразу ж по закінченні навчань один з літаків падає в пустелі. В його уламках знаходять тіло загиблої жінки. Скликаний трибунал визнає винним Джефферсона Янга.
Далі розповідається з чого починалася історія трьох друзів: Джеффа, Ела та Тома. Джефф, багатий спадкоємець, Ел, автомеханік, та Том, гравець у футбол, зустрілися на призовному пункті Військових Сил США і потоваришували. Одного разу Джефф, зайшовши до у нічного клубу, побачив там співачку Саллі Вон. Він і не підозрював, що це колишня кохана Ела. Саллі ж, дізнавшись про статки Джеффа, вирішила причарувати його…

## У ролях
- Рей Мілланд — Джефф Янг
- Вільям Голден — Ел Ладлоу
- Вейн Морріс — Том Кессіді
- Донлеві Браян — Капітан Мерсер
- Констанс Мур — Керолін Бартлет
- Вероніка Лейк — Саллі Вон
- Гаррі Девенпорт — Райлі
- Філ Браун — Джіммі Мастерс

## Нагороди
- Премія «Оскар» за найкращі візуальні ефекти 1942 року.